# Laura Egger (Schauspielerin)
Laura Egger (* 7. Februar 1989 in Erding) ist eine deutsche Schauspielerin.

## Werdegang
Egger ging zunächst in Erding zur Schule, wechselte diese aber mehrfach. Unter anderem besuchte sie das Huber-Gymnasium in München. An der FOS in Erding legte sie das Fachabitur ab. An der Macromedia Hochschule in München studierte sie Medien-Management und schloss mit dem Bachelor ab. Im Anschluss daran schloss sie das Studium des Steuerrechts mit dem Master ab und arbeitete ein Jahr in New York für Augustin Partners, eine Kanzlei für deutsches Steuerrecht.
Mit 27 Jahren begann sie mit der Schauspielerei, besuchte zunächst für Vorsprechen die Theaterakademie August Everding in München und schließlich die Royal Academy of Dramatic Art (RADA) in London, wo sie nach einigen Vorsprechrunden schließlich unter den letzten 50 von zuvor 2500 Anwärtern landete. 2017 schrieb sich Egger an der privaten Schauspielschule Zerboni in München ein, die sie 2020 abschloss.    Ihre erste Rolle hatte sie in der ZDF-Serie Die Chefin (2018). Von 2023 bis 2024 gehörte Egger fest zur Besetzung der RTL-Soap „Alles was zählt“, in der sie die Eiskunstlauf-Trainerin Ava Grothe spielte.

## Filmografie
- 2018: Die Chefin – Der Atem des Teufels (Fernsehserie, Folge 9x06)
- 2019: Schmucklos
- 2020: SOKO München – Im Angesicht des Todes (Fernsehserie, Folge 45x08)
- 2020: Don’t judge a book by its cover (Kurzfilm)
- 2020: Die Bergretter – Eiskalte Wahrheit (Fernsehserie, Folge 12x04)
- 2021: Käpt’n (Kurzfilm)
- 2021: Die Bestatterin – Die unbekannte Tote (Fernsehreihe)
- 2021: Laim: Laim und die Tote im Teppich (Fernsehfilm)
- 2021: Kitz (Fernsehserie, Folge 1x03)
- 2021: Fabrication
- 2022: Sturm der Liebe (Fernsehserie, 3 Folgen)
- 2022: Watzmann ermittelt (Fernsehserie Folge 3x03)
- 2022: Hubert ohne Staller (Fernsehserie, Folge 156: Der nasse Tod)
- 2022: Zurück aufs Eis
- 2023–2024: Alles was zählt